# Jörg Stoye
Jörg Stoye (* 20. Jahrhundert) ist ein deutscher Ökonom, der im Bereich der Statistik forscht und lehrt.

## Leben
Stoye erwarb 1999 den Abschluss als Diplom-Volkswirt an der Universität zu Köln, 2000 den M.Sc. Wirtschaftswissenschaften und Philosophie an der London School of Economics and Political Science, 2001 den MA in Wirtschaftswissenschaften an der Northwestern University und 2005 den Ph.D. in Wirtschaftswissenschaften. Er ist Professor für Wirtschaftswissenschaften an der Cornell University.
In früheren Forschungen untersuchte er Verbindungen zwischen statistischer Entscheidungstheorie und angewandter Wirtschaftsanalyse, mit besonderem Augenmerk auf Behandlungs-/Politikentscheidungsprobleme und Minimax-Bedauern als Optimalitätskriterium. Zurzeit identifiziert den genauen empirischen Inhalt von Random Utility-Modellen in wiederholten Querschnittsdaten, wobei er eine uneingeschränkte, nicht beobachtbare Heterogenität unter den Verbrauchern und damit einen unendlich dimensionalen Störparameter annimmt.

## Schriften (Auswahl)
- mit Yuichi Kitamura: Nonparametric analysis of random utility models. London 2017.
- mit Hiroaki Kaido und Francesca Molinari: Confidence intervals for projections of partially identified parameters. London 2019.
- A simple, short, but never-empty confidence interval for partially identified parameters. London 2021.
- mit Rahul Deb, Yuichi Kitamura und John K.-H. Quah: Revealed price preference. Theory and empirical analysis. London 2021.